# Adercosaurus vixadnexus
Genre
Espèce
Adercosaurus vixadnexus, unique représentant du genre Adercosaurus, est une espèce de sauriens de la famille des Gymnophthalmidae.

## Répartition
Cette espèce est endémique de l'État d'Amazonas au Venezuela.

## Publication originale
- Myers & Donnelly, 2001 : Herpetofauna of the Yutajé-Corocoro Massif, Venezuela: second report from the Robert G. Goelet American Museum-Terramar Expedition to the northwestern tepuis. Bulletin of the American Museum of Natural History, n. 261, p. 1-85 (texte intégral).